# Monte Sole
Monte Sole és un parc regional històric creat el 1989 a Bolonya en un territori on es produí la Massacre de Marzabotto, durant la Segona guerra mundial efectuat pels militars nazis el 1944. 	

## Història
En el context de la Segona Guerra Mundial i de la Itàlia dividida (al nord dins l'òrbita alemanya i al sud dins la dels aliats), la zona d'Emilia-Romagna, situada al centrenord d'Itàlia i sota ocupació dels nazis, fou un dels centres més actius dels grups partisans (la resistència italiana contra el nazisme). Monte Sole, situat en aquesta zona i en un espai molt boscós, es trobava a finals d'agost de 1944 just darrere de la línia gòtica, la línia defensiva muntada pels nazis per evitar l'avenç cap al nord dels aliats, esdevenint rereguarda. Els partisans del grup "Stella Rossa" actuaven en la zona de Monte Sole contra els nazis des de la rereguarda per facilitar l'alliberament d'Itàlia.
L'ampli suport de les accions partisanes per la població local provoca la brutal represàlia d'Albert Kesselring, que comença el 29 de setembre de 1944 quan en la primera població on entren els nazis, Casaglia de Monte Sole, 195 persones són assassinades, entre elles 50 nens. A partir d'aquest moment i fins al 5 d'octubre, cada població de la zona, masos i nuclis dispersos són registrats i la població civil arbitràriament assassinada fins a sumar un total de 770 persones mortes de 115 llocs diferents. Membre de la Coalició Internacional d'Espais de Consciència (www.sitesofconscience.org).	

## Escola de Pau
La Fundació Escola de Pau de Monte Sole, situada al Parc Històric de Monte Sole, treballa en l'educació per a la pau, la resolució de conflictes per vies pacífiques, el respecte pels drets humans i la convivència entre pobles i cultures. En el rerefons de l'escola hi ha un passat tràgic que ens duu a parlar d'aquest com un espai commemoratiu. En aquest lloc foren assassinades al voltant de 800 persones, la majoria dones i nens, a mans de les tropes nazis i d'alguns elements feixistes. Les activitats que s'hi realitzen són bàsicament les de formació d'escolars en diverses línies: diàleg entre escolars de països que han tingut o tenen conflictes polítics, propostes educatives per a l'escola italiana, la recerca i centralització de documentació al voltant de la resolució de conflictes per vies pacífiques, i l'establiment d'un centre de diàleg i discussió sobre aquestes temàtiques per grups i associacions diverses.
La Fundació realitza estades puntuals i campaments d'estiu per a grups diversos. El Memorial s'estén pel vast territori de Monte Sole, avui en dia considerat com a Parc Històric, un antic hàbitat dispers de masos i petites poblacions on els nazis van cometre un dels pitjors crims de guerra contra població civil indefensa a l'Europa Occidental. En aquest territori de 6.300 hectàrees, hi ha identificats 115 espais de memòria relacionats amb les accions violentes comeses pels nazis. Membre de la Coalició Internacional d'Espais de Consciència (www.sitesofconscience.org).